# Castle Acre
Castle Acre eine Ortschaft und Civil parish in der englischen Grafschaft Norfolk. Sie liegt am River Nar rund 6,5 km nördlich von Swaffham, 24 km östlich von King’s Lynn und 53 km westlich von Norwich.
Der Ort ist für die Ruinen von Castle Acre Castle und des Cluniazenserpriorats Castle Acre Priory bekannt.

## Persönlichkeiten
- Kenneth Keith, Baron Keith of Castleacre (1916–2004), Unternehmer, Merchant Banker und Life Peer